# Der Giftzwerg
Der Giftzwerg (Originaltitel: Dutch / Alternativ: Driving Me Crazy) ist eine US-amerikanische Roadmovie-Komödie aus dem Jahr 1991. Die Hauptrolle spielte Ed O’Neill, Regie führte Peter Faiman.
Einer der Werbeslogans lautete: “They’re the best friends… And they’ve got the scars to prove it!” („Sie sind die besten Freunde… Und sie haben die Narben, um es zu beweisen!“).

## Handlung
Natalie Standish wünscht sich nichts sehnlicher, als dass ihr Sohn Doyle Thanksgiving mit ihr verbringt. Dutch Dooley, ihr Lebensgefährte, sieht darin kein Problem und macht sich auf den Weg, ihn abzuholen und ihn auf der Heimfahrt gleich etwas besser kennenzulernen.
Doyle entpuppt sich als verzogener Giftzwerg; denn sein Vater, Natalies Ex-Mann, genießt es, seinen Sohn gegen seine Mutter aufzubringen und ihn mit extravaganten Geschenken zu kaufen, obwohl er sich ansonsten kaum Zeit für ihn nimmt. Entsprechend voreingenommen ist Doyle bei der ersten Begegnung mit Dutch, dem er gleich als Willkommensgruß zwischen die Beine tritt und ihn mit einer Luftdruckpistole unter Feuer nimmt. Nachdem Dutch den Jungen gefesselt und, mit einer alten Unterhose geknebelt, ins Auto verfrachtet hat, einigt man sich darauf, in Richtung Mutter zu fahren.
Nach einer chaotischen ersten Etappe auf dem Weg nach Hause gerät das ungleiche Duo an die beiden Prostituierten Hailey und Brock, die sie ein Stück mitnehmen. Nachdem sie Dutch die Brieftasche geklaut haben, lassen sie sie an einer Tankstelle zurück.
Von dort aus schlagen sie sich ohne Geld als blinde Passagiere per Zug immer weiter durch und landen schließlich in einem Obdachlosenasyl, wo sie die Nacht verbringen. Trotz aller Widrigkeiten kommen Dutch und Doyle einander als Freunde näher. Inzwischen hat Doyle auch eingesehen, dass sein Vater nicht der große Mann ist, für den er ihn immer gehalten hat. Vor allem da sich herausstellt, dass sein Vater ihn an Thanksgiving wegen einer angeblichen Geschäftsreise nach Europa versetzt hatte, in Wirklichkeit jedoch die Zeit mit einer Frau verbracht hat.
Endlich zuhause angekommen, kann Natalie ihren Sohn in die Arme schließen. Doyles ebenfalls anwesender Vater verlangt nun von ihr, dass sie aus dem Haus, das eigentlich ihm gehört, auszieht, da Doyle sich für seine Mutter entschieden hat. Nach einem „handfesten“ Gespräch mit Dutch aber überlegt er es sich doch noch anders und Natalie kann, wie sie es sich gewünscht hat, mit ihrem Sohn und ihrem Lebenspartner feiern.

## Kritiken
- Lexikon des internationalen Films: „Ansätze zu einer bittersüßen Komödie gehen in einem betulichen Roadmovie mit Ausrutschern in Sozialkitsch und wenig überzeugender erzieherischer Moral verloren.“[1]

- Cinema: „Ed O’Neill (‚Eine schrecklich nette Familie‘) kümmert sich um den missratenen Sohn seiner Freundin. […] Unegaler Mix aus Slapstick und Romanze.“

## Sonstiges
- Die Brücke, die Dutch überquert, liegt in Chattanooga, Tennessee. Zur Zeit, als der Film gedreht wurde, endet die dort zu sehende Straße eine Meile nach dem Fluss mitten im Gelände.

- Vor den Dreharbeiten machten Regisseur Faiman, Drehbuchautor/Produzent Hughes und Produzent Vane eine Tour durch Georgia, North- und South Carolina, Mississippi und Tennessee. Die Locations, die ihnen am besten gefielen, sind im fertigen Film zu sehen.

- Im Film sind drei Stücke der Schweizer Band Yello zu hören: Desire, Otto Di Catania und Tied Up.[2]

- In Eine schrecklich nette Familie wurde der Film als Kassenflop auf die Schippe genommen. So ist in der Episode Kein Sex vor der Ehe (Dial B for virgin) in der Szene in einer Videothek zu sehen, wie Peggy Bundy ein Werbeschild des Films mit der Aufschrift Free Video samt Gratis-Videokassetten ansieht, dann jedoch mit verzogenem Gesicht abwinkend davon absieht eine mitzunehmen. Auf dem Filmplakat-Werbeschild wurde Ed O’Neills Gesicht mit dem Free-Video-Aufkleber verdeckt. O’Neill verkörpert in der Sitcom die Rolle von Al Bundy. Tatsächlich betrug das Filmbudget 17 Mio. US-Dollar, mit einem Einspielergebnis von gerade einmal 4,6 Mio. Dollar.